# Рейтинговая шкала
Рейтинговая шкала — система рейтинговых категорий, применяемая кредитным рейтинговым агентством для классификации уровней кредитного рейтинга. Выстраивание рейтинговых категорий в линейную шкалу позволяет сравнивать носителей рейтинга между собой по степени кредитоспособности (вероятности дефолта).

## Виды шкал
Основная задача рейтинговой шкалы — отразить вероятность дефолта носителя рейтинга. Рейтинг может присваиваться компаниям, банкам, регионам, финансовым инструментам. В каждом случае методология построения шкалы может отличаться. Кроме вероятности дефолта рейтинговое агентство может учитывать и другие меры риска. Например, агентство Moody’s оценивает возможные потери в случае дефолта (англ. loss given default). Тем самым учитываются дополнительно ожидаемые потери (англ. expected losses).
Шкалы можно классифицировать по нескольким признакам.

### По международной сопоставимости
В зависимости от международной сопоставимости рейтингов различают два вида шкал:
- международная рейтинговая шкала;
- национальная рейтинговая шкала.

Международная шкала позволяет делать сравнения компаний из разных стран. Она учитывает страновый риск. Национальная шкала этот риск не учитывает и предназначена для сравнения компаний из одной страны. Российские агентства используют в основном национальные шкалы. При выходе на международные рынки они могут их адаптировать. Международные агентства используют обе шкалы. Национальная шкала составляется специально для каждой страны, и далеко не каждая страна может быть прорейтингована. Рейтинги субъектов по международным шкалам ограничены сверху уровнем суверенного рейтинга страны, где функционирует субъект (страновый потолок). Для национальной шкалы такого ограничения нет.

### По временному периоду
В зависимости от временного периода различают два методологического подхода к построению шкалы:
- в течение цикла (англ. through thecycle);
- на момент времени (англ. point in time).

Методология «в течение цикла» дает оценку на перспективу в 3—5 лет, то есть учитывает будущие циклические колебания в экономике. Методология «на момент времени» дает значение текущей кредитоспособности. Первая методология используется преимущественно международными рейтинговыми агентствами, вторая — национальными.

## Шкалы агентств
В таблице приведены сведения о шкалах международных и российских агентств.
| Рейтинговое агентство     | Шкала | Международная или национальная шкала | PD или EL | Абсолютный или относительный риск | Point in time или Through the cycle |
| ------------------------- | --- | ------------------------------------ | --------- | --------------------------------- | ----------------------------------- |
| Moody’s Investors Service | Ааа, Aal, Аа2, АаЗ, А1, А2, АЗ, Baal, Ваа2, ВааЗ, Ва 1, Ва2, ВаЗ, В1, В2, ВЗ, Caal, Саа2, СааЗ, Cal, Са2 ,СаЗ, Cl, С2, СЗ | Международная и национальная         | EL        | Относительный                     | Cycle                               |
| Standard & Poor’s         | AAA, АА+, АА, АА—, А+, А, А—, ВВВ+, ВВВ, ВВВ—, ВВ+, ВВ, ВВ—, В+, В, В—, ССС+, ССС, ССС-, СС, С, SD, D                     | Международная и национальная         | PD        | Относительный                     | Cycle                               |
| Fitch Ratings             | AAA, АА+, АА, АА—, А+, А, А—, ВВВ+, ВВВ, ВВВ-, ВВ+, ВВ, ВВ-, В+, В, В-, ССС, СС, С, RD, D                                 | Международная и национальная         | PD        | Относительный                     | Cycle                               |

## Сопоставление рейтинговых шкал российских кредитных рейтинговых агентств
Банк России раз в три года публикует таблицу сопоставления национальных рейтинговых шкал российских кредитных рейтинговых агентств (КРА), включенных в реестр Банка России. В этой таблице уровни кредитных рейтингов КРА разнесены по шести ступеням кредитного качества (СКК), а также содержится информация о средних значениях ожидаемых вероятностей дефолта для каждой из СКК.
| СКК | Среднее значение дефолтности | АКРА (АО)                           | АО «Эксперт РА»             | ООО «НКР»                       | ООО «НРА»                                   |
| --- | ---------------------------- | ----------------------------------- | --------------------------- | ------------------------------- | ------------------------------------------- |
| 1   | 0,15%                        | AAA(RU), AA+(RU), AA(RU)            | ruAAA, ruAA+, ruAA          | AAA.ru, AA+.ru, AA.ru           | AAA\|ru\|, AA+\|ru\|                        |
| 2   | 0,37%                        | AA-(RU), A+(RU), A(RU)              | ruAA-, ruA+, ruA            | AA-.ru, A+.ru, A.ru             | AA\|ru\|, AA-\|ru\|, A+\|ru\|, A\|ru\|      |
| 3   | 1,16%                        | A-(RU), BBB+(RU), BBB(RU), BBB-(RU) | ruA-, ruBBB+, ruBBB, ruBBB- | A-.ru, BBB+.ru, BBB.ru, BBB-.ru | A-\|ru\|, BBB+\|ru\|, BBB\|ru\|, BBB-\|ru\| |
| 4   | 3,77%                        | BB+(RU), BB(RU), BB-(RU)            | ruBB+, ruBB, ruBB-          | BB+.ru, BB.ru, BB-.ru           | BB+\|ru\|, BB\|ru\|                         |
| 5   | 11,78%                       | B+(RU), B(RU), B-(RU)               | ruB+, ruB, ruB-             | B+.ru, B.ru, B-.ru              | BB-\|ru\|, B+\|ru\|, B\|ru\|, B-\|ru\|      |
| 6   | 47,02%                       | CCC(RU), CC(RU)                     | ruCCC, ruCC, ruC            | CCC.ru, CC.ru, C.ru             | CCC\|ru\|, СС\|ru\| и С\|ru\|               |